# Giordano
Giordano ist ein italienischer männlicher Vorname sowie ein Familienname.

## Namensträger

### Vorname
- Giordano Aldrighetti (1905–1939), italienischer Motorrad- und Automobilrennfahrer
- Giordano Bellincampi (* 1965), dänischer Dirigent
- Giordano Bruno (1548–1600), italienischer Philosoph
- Giordano Cottur (1914–2006), italienischer Radrennfahrer
- Giordano Bruno Guerri (* 1950), italienischer Schriftsteller, Journalist und Historiker
- Giordano Bruno do Nascimento (* 1981), brasilianischer Komponist und Dirigent
- Giordano Passetto († 1557), italienischer Komponist, Organist und Kapellmeister
- Giordano Bruno Reffi (1921–1998), san-marinesischer Politiker
- Giordano Rota (* 1970), italienischer Benediktiner, Abt der Abtei Pontida und letzter Abtpräses der Cassinensischen Kongregation

### Familienname
- Aldo Giordano (1954–2021), italienischer Geistlicher, Erzbischof und Diplomat des Heiligen Stuhls
- Anna Giordano (* 1965), italienische Ornithologin und Umweltaktivistin
- Anthony Giordano (1915–1980), US-amerikanischer Mafioso
- Antonio Giordano (1459–1530), Jurist und politischer Berater
- Bernardino Giordano (* 1970), italienischer Geistlicher, Bischof von Pitigliano-Sovana-Orbetello und Grosseto
- Bruno Giordano (* 1956), italienischer Fußballspieler und -trainer
- Bruno Giordano (Fußballspieler, 1991) (* 1991), uruguayischer Fußballspieler
- Christian Giordano (1945–2018), Schweizer Sozialanthropologe
- Daniela Giordano (Schauspielerin, 1946) (1946–2022), italienische Schauspielerin
- Daniela Giordano (Schauspielerin, 1965) (* 1965), italienische Schauspielerin
- Davide Giordano (1864–1954), italienischer Chirurg, Medizinhistoriker und Politiker
- Dick Giordano (1932–2010), US-amerikanischer Comiczeichner
- Domiziana Giordano (* 1959), italienische Künstlerin und Schauspielerin
- Emanuela Giordano (* 1957), italienische Schauspielerin und Regisseurin
- Filippa Giordano (* 1974), italienische Sängerin
- Frank Giordano (* 1980), deutscher Onkologe
- Giacomo Giordano (um 1591–1661), italienischer Bischof
- Laura Giordano (Sportlerin) (* 1977), italienische Duathletin, Triathletin und Leichtathletin
- Laura Giordano (Sängerin) (* 1979), italienische Sängerin (Sopran)
- Luca Giordano (1634–1705), italienischer Maler und Radierer
- Maddalena Giordano (* 2003), italienische Tennisspielerin
- Marco Giordano (* 1996), italienischer Shorttracker
- Maria Giordano (* 1981), italienische Kronzeugin
- Mariangela Giordano (1937–2011), italienische Schauspielerin
- Mario Giordano (* 1963), deutscher Schriftsteller
- Mark Giordano (* 1983), kanadischer Eishockeyspieler
- Martine Giordano (1944–2012), französische Filmeditorin
- Massimo Giordano (* 1971), italienischer Opernsänger (Tenor)
- Mathilde Giordano (* 1979), französische Beachvolleyballspielerin
- Michele Giordano (1930–2010), italienischer Kardinal
- Paolo Giordano (* 1982), italienischer Schriftsteller
- Peggy C. Giordano, US-amerikanische Soziologin und Kriminologin
- Ralph Giordano (1923–2014), deutscher Journalist, Schriftsteller und Regisseur
- Stefano Giordano (16. Jh.), italienischer Maler
- Tyrone Giordano (* 1976), US-amerikanischer Schauspieler
- Umberto Giordano (1867–1948), italienischer Komponist
- Vince Giordano (* 1952), US-amerikanischer Jazzmusiker, Arrangeur und Bandleader